# Jim Harrison
James 'Jim' Harrison (11 de diciembre de 1937-26 de marzo de 2016) fue un escritor estadounidense. Escribió poesía, novelas de ficción, ensayo, entrevistas e incluso libros de cocina. 

## Biografía
Harrison nació en Grayling, Míchigan, donde su padre, Winfield Sprague Harrison, era agente agrícola del condado. Su madre fue Norma Oliva Wahlgre Harrison.
Quedó ciego de un ojo en su niñez. Cuando tenía 21 años perdió a su padre y hermana en un accidente de automóvil. Después de algunos años fue al colegio en Michigan State, donde se graduó y trabajó algún tiempo como profesor. No muy convencido de su carrera como profesor, publicó su primer libro de poemas.
Sus trabajos aparecieron en The New Yorker, Esquire, Sports Illustrated, Rolling Stone, Outside, Playboy, Men's Journal y The New York Times Magazine. Publicó varias colecciones de novelas, incluida la famosa Legends of the Fall (1979) (Leyendas de otoño, 2010), dos de cuyas historias fueron adaptadas al cine:  Revenge (1990) y Legends of the Fall (1994).
Muchos de los escritos de Harrison tratan de temas regionales y populares de Norteamérica, de lugares como las Cikubas de areba de Nebraska, la península de Míchigan y las montañas de Montana.
Vivió entre la ciudad de Patagonia, en el estado de Arizona, y Montana.

## Obras

### Ficción
- Wolf: A False Memoir (1971)
- A Good Day to Die (1973)
- Farmer (1976)
- Legends of the Fall (Tres novelas cortas: "Venganza", "El hombre que renunció a su nombre" y "Leyendas de otoño") (1979); Tr. Leyendas de otoño, Errata Naturae, Madrid, 2019[3]
- Warlock (1981)
- Sundog: The Story of an American Foreman, Robert Corvus Strang (1984)
- Dalva (1988); Tr. Dalva, Errata Naturae, Madrid, 2018[4]
- The Woman Lit By Fireflies (Three novellas: "Brown Dog" "Sunset Limited" "The Woman Lit by Fireflies") (1990)
- Julip (Three novellas: "Julip" "The Seven-Ounce Man" "The Beige Dolorosa") (1994)
- The Road Home (1998)
- The Beast God Forgot to Invent (Three novellas: "The Beast God Forgot to Invent" "Westward Ho" "I Forgot to Go to Spain") (2000)
- True North (2004)
- The Summer He Didn't Die (Three novellas: "The Summer He Didn't Die" "Republican Wives" "Tracking") (2005)
- Returning To Earth (Grove Press, 2007; Regreso a la tierra, 2010).[5]
- The English Major (2008)
- The Great Leader (2011)

### Literatura infantil
- The Boy Who Ran to the Woods (Illustrated by Tom Pohrt) (2000)

### No ficción
- Just Before Dark: Collected Nonfiction (1991)
- The Raw and the Cooked (1992) Dim Gray Bar Press ltd ed
- The Raw and the Cooked: Adventures of a Roving Gourmand (2001)
- Off to the Side: A Memoir (2002)

### Poesía
- Plain Song (1965)
- Walking (1967)
- Locations (1968)
- Outlyer and Ghazals (1971)
- Letters to Yesenin (1973)
- Returning to Earth (Court Street Chapbook Series) (1977)
- Selected and New Poems, 1961-1981 (Drawings by Russell Chatham) (1981)
- Natural World: A Bestiary (1982)
- The Theory & Practice of Rivers (1986)
- The Theory & Practice of Rivers and New Poems (1989)
- After Ikkyu and Other Poems (1996)
- The Shape of the Journey: New and Collected Poems (1998)
- Braided Creek: A Conversation in Poetry (with Ted Kooser) (2003)
- Livingston Suite (Illustrated by Greg Keeler) (2005)
- Saving Daylight (2006) ISBN 1-55659-235-3